# Zsirkay János
Zsirkay János (Nagyvárad, 1880. szeptember 4. – Rákospalota, 1940. február 25.) magyar író, újságíró, szerkesztő, politikus, 1922 és 1926 között nemzetgyűlési képviselő.

## Élete
Elemi iskolai és középiskolai tanulmányait szülővárosában végezte, majd Ausztriában és Olaszországban tett tanulmányutat. Hazatérve postai tisztviselő lett, munkája mellett kezdte írói, újságírói pályáját. Írásai vidéki lapokban jelentek meg, 1906-tól pedig több elbeszélése is megjelent a Budapesti Hírlapban, ahol később folytatásokban néhány regényét is közreadta. 1907-ben Beatrix című drámájával elnyerte az Akadémia Kóczán-díját, ebben az időben Nyitraladányban dolgozott postai tisztviselőként.
Az első világháborúban katonaként szolgált, két alkalommal is megsebesült. Az őszirózsás forradalom idején a Területvédő Ligánál tevékenykedett, majd a Tanácsköztársaság idején Szegeden támogatója lett az ellenforradalmi kormánynak. Ekkor a Szegedi Új Nemzedék és a Tűz című lapok szerkesztője volt, majd 1922-ben a Nép című napilap segédszerkesztője lett.
1922 és 1926 között a nemzetgyűlésben a beregszászi (tarpai) kerület képviselője volt pártonkívüli keresztényszocialista programmal. A Horthy-korszak ismert alakjának számított, Gömbös Gyula köréhez tartozott. 1940-ben hunyt el Rákospalotán.